# Belgio ai III Giochi olimpici invernali
Il Belgio partecipò ai III Giochi olimpici invernali, svoltisi a Lake Placid, Stati Uniti, dal 4 al 15 febbraio 1932, con una delegazione di 5 atleti impegnati in due discipline.